# Mário Coluna
Mário Esteves Coluna (6. august 1935 - 25. februar 2014) var en portugisisk fodboldspiller (midtbane).
Coluna spillede 16 sæsoner hos Lissabon-storklubben Benfica. Her var han en del af det historisk succesrige hold, der nåede hele fem finaler i Mesterholdenes Europa Cup op gennem 1960'erne, hvoraf de to blev vundet. Han var også med til at vinde intet mindre end 10 portugisiske mesterskaber og syv pokaltitler med klubben. Han scorede i begge finalesejren i Mesterholdenes Europa Cup, i 1961 mod FC Barcelona og i 1962 mod Real Madrid.
Coluna spillede, mellem 1955 og 1968, 57 kampe for Portugals landshold, hvori han scorede otte mål. Han var anfører på det portugisiske hold, der vandt bronze ved VM i 1966 i England. Her spillede fem af portugisernes seks kampe, inklusiv bronzekampen mod Sovjetunionen.

## Titler
Primeira Liga
- 1955, 1957, 1960, 1961, 1963, 1964, 1965, 1967, 1968 og 1969 med Benfica

Taça de Portugal
- 1955, 1957, 1959, 1962, 1964, 1969 og 1970 med Benfica

Mesterholdenes Europa Cup
- 1961 og 1962 med Benfica